# Giorgio Susani
Giorgio Susani (Padova, 1924 – Ostia Borgotaro, 8 aprile 1945) è stato un partigiano italiano, medaglia d'oro al valor militare alla memoria.

## Biografia
Allievo dell'Accademia militare di Modena, appena seppe dell'armistizio, Giorgio Susani raggiunse l'Appennino parmense e, nel gennaio del 1944, entrò a far parte della formazione partigiana "Coduri", dislocata nell'alta valle del Trebbia. Nonostante fosse stato ferito durante un combattimento, appena convalescente passò nella Brigata "Nino Siligato" della Divisione "Cento Croci" e con i suoi compagni affrontò i disagi dell'inverno 1944-45. Non li superò indenne.
Con i piedi congelati, Susani restò al comando dei suoi partigiani e volle partecipare ad un attacco contro una postazione tedesca. Fu stroncato da una raffica di mitraglia, a pochi giorni dalla Liberazione.

## Onorificenze
A Parma e Mantova sono state dedicate vie alla memoria di Susani.